# Lachnum fuscescens
Lachnum fuscescens är en svampart. Lachnum fuscescens ingår i släktet Lachnum och familjen Hyaloscyphaceae.  Utöver nominatformen finns också underarten fuscescens.